# Denis Matveev
Denis Vladirovich Matveev (Leningrado, 25 de abril de 1983) é um ex-cosmonauta russo e membro do Centro de Treinamento de Cosmonautas Iuri Gagarin. Antes de entrar no esquadrão de cosmonautas, ele trabalhou como engenheiro no Instituto de Pesquisa do CPC.

## Biografia
Denis Vladimirovich Matveev nasceu no dia 25 de abril de 1983 em Leningrado (hoje, São Petersburgo). De 1989 até 2000 ele estudou na Cidade das Estrelas, na escola secundária municipal Komarov, com um estudo aprofundado do Inglês.
Desde a 10ª série, ele frequentou cursos preparatórios na Universidade Técnica Estatal Bauman de Moscou, em Moscou, e depois de formar-se com uma medalha de prata, entrou na Faculdade de Informática e Sistemas de Controle. Formou-se em 2006 com um diploma em máquinas de computação, complexos, sistemas e redes (Departamento do IS6). Após formar-se na universidade, ele trabalhou por quatro anos no CPC como cientista junior do 50º Departamento do RGNII CPC (na unidade militar 26266), onde esteve envolvido com a organização do treinamento dos cosmonautas.

### Cosmonauta
No dia 7 de setembro de 2010 foi determinado que sua saúde era boa para participar como candidato à cosmonauta. No dia 12 de outubro de 2010, pela decisão do conselho médico, foi recomendado que entrasse no 15º Grupo do Centro de Treinamento de Cosmonautas Iuri Gagarin. Em 15 de novembro de 2010, ele foi apontado como candidato para treino, onde começou um ano e meio de preparação geral para voo espacial no centro de treinamento.
Em janeiro de 2011 ele participou em treinamento de sobrevivência numa floresta perto de Moscou ao lado do cosmonauta Roman Romanenko e o astronauta Thomas Marshburn. No dia 30 de agosto de 2011 ele começou o treinamento de voo: passou a se acostumar com a aeronave L-39 e as técnicas de voo, realizando voos durante dia e noite e dominando acrobacias e aerobática. No dia 17 de novembro de 2011, no campo aéreo de Chkalovski, perto de Moscou, ele começou seu treino de micro gravidade dentro da aeronave IL-76 MDK.
Em 13 de março de 2012 ele iniciou o treino de AEV no hidrolaboratório do Centro de Treinamento Iuri Gagarin, que provê as operações típicas dentro de um traje Orlan-MK. No dia 31 de julho de 2012 ele passou pelo exame estatal antes de completar o treino geral. Em 3 de agosto de 2012, por decisão da Comissão de Qualificação Indepartmental, ele foi qualificado como cosmonauta.
Entre 10 e 12 de agosto de 2012, junto de Andrei Babkin e Sergei Kud-Sverchkov, ele participou de um exercício prático relacionado com as ações da tripulação após um pouso na área desértica no Cosmodromo de Baikonur.
Entre os dias 8 e 9 de julho de 2014, no centro de treinamento MES (Noginsk, Olast de Moscou), ele participou de treinos abordo de um helicóptero em modo de planador.
Em setembro de 2014, ele participou do treinamento de voo para observações visuais e instrumentais (VIN) de objetos naturais e antropogênicos do Lago Baikal e áreas adjacentes. O treinamento foi realizado a partir das aeronaves do laboratório Tu-134-LK.
Desde 2015 ele tem treinado para voar na Soyuz MS.
Estava treinando para fazer parte da tripulação principal da Expedição 67 e foi lançado no dia 18 de março de 2022 abordo da Soyuz MS-21.

## Vida pessoal
Denis é um esportista apaixonado. Ele é 3º na natação e 1º no basquetebol.